# Xylem (Unternehmen)
Xylem Inc. ist ein US-amerikanisches Unternehmen, welches Anlagen zur Wasseraufbereitung sowie analytische Geräte herstellt. Es entstand 2011 aus der Abspaltung der Division ITT Fluid von der ITT Corporation.
Xylem verfügt über mehrere Marken.

## Fluidtechnik
- Pumpen (Flygt, Godwin, Bell & Gossett, Goulds Water Technology, Lowara)
- Filter (Leopold)
- UV-/Ozon-Desinfektionsanlagen (Wedeco)
- Ventile
- Wärmetauscher
- Wasser- und Wärmezähler (Sensus)
- Rührwerke

## Xylem Analytics

### WTW
- Laboranalytik
- Abwasseranalytik

### Bellingham & Stanley
- Refraktometer
- Polarimeter

### ebro
ebro bietet Messgeräte und Messlösungen für die Bereiche Lebensmittel, Medizin, Pharmazie und Industrie an:
- Temperatur und Druckdatenlogger und -Systeme
- Präzisions-Thermometer
- Infrarot-Thermometer
- EX-Thermometer
- Ölqualitäts-Messgerät
- Vakumeter
- pH & Leitfähigkeitstester
- Hygrometer
- Refraktometer
- Salzmeter
- Wärmebildkamera
- Raumklima-Messgerät
- Auswertesoftware

### OI Analytical
Analysen für:
- Gesamter organischer Kohlenstoff (TOC)
- Chlorinsektizide und Phosphorsäureester
- Flüchtige organische Verbindungen (VOCs)

### YSI (Yellow Springs Instrument)
- "Biochemical Analyzer" (verschiedene Inhaltsstoffe)
- pH- & Redoxpotential-Meter

### SI Analytics
2003 übernahm Nova Analytics die Schott-Geräte GmbH. Sie wurde ihrerseits Anfang 2010 von ITT gekauft.
- Viskositätsmessgeräte
- pH-Meter
- Titratoren